# Алгоритм Джарвиса
Алгоритм Джарвиса (или алгоритм обхода Джарвиса, или алгоритм заворачивания подарка) определяет последовательность элементов множества, образующих выпуклую оболочку для этого множества. Метод можно представить как обтягивание верёвкой множества вбитых в доску гвоздей. Алгоритм работает за время {\displaystyle O(nh)}, где {\displaystyle n} — общее число точек на плоскости, {\displaystyle h} — число точек в выпуклой оболочке.

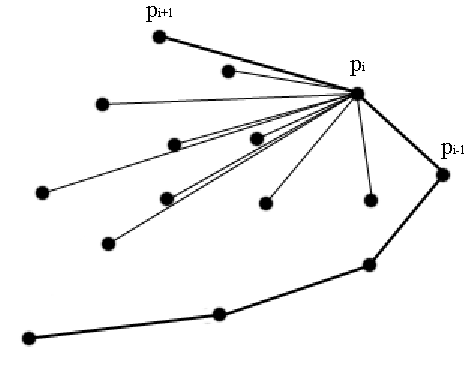
Алгоритм Джарвиса построения выпуклой оболочки

## Описание алгоритма
Пусть дано множество точек {\displaystyle P=\{\,p_{1},p_{2},\ldots ,p_{n}\,\}}. В качестве начальной берётся самая левая нижняя точка {\displaystyle p_{1}} (её можно найти за {\displaystyle O(n)} обычным проходом по всем точкам), она точно является вершиной выпуклой оболочки. Следующей точкой ({\displaystyle p_{2}}) берём такую точку, которая имеет наименьший положительный полярный угол относительно точки {\displaystyle p_{1}} как начала координат. После этого для каждой точки {\displaystyle p_{i}} (2<i<=|P|) против часовой стрелки ищется такая точка {\displaystyle p_{i+1}}, путём нахождения за {\displaystyle O(n)} среди оставшихся точек (+ самая левая нижняя), в которой будет образовываться наибольший угол между прямыми {\displaystyle p_{i-1}p_{i}} и {\displaystyle p_{i}p_{i+1}}. Она и будет следующей вершиной выпуклой оболочки. Сам угол при этом не ищется, а ищется только его косинус через скалярное произведение между лучами {\displaystyle p_{i-1}p_{i}} и {\displaystyle p_{i}p'_{i+1}}, где {\displaystyle p_{i}} — последний найденный минимум, {\displaystyle p_{i-1}} — предыдущий минимум, а {\displaystyle p'_{i+1}} — претендент на следующий минимум. Новым минимумом будет та точка, в которой косинус будет принимать наименьшее значение (чем меньше косинус, тем больше его угол). Нахождение вершин выпуклой оболочки продолжается до тех пор, пока {\displaystyle p_{i+1}\neq p_{1}}. В тот момент, когда следующая точка в выпуклой оболочке совпала с первой, алгоритм останавливается — выпуклая оболочка построена.

## Псевдокод
```
 
Jarvis
(P)
    1) p[1] = самая левая нижняя точка множества P;
    2) p[2] = соседняя точка от p[1] справа (находится через минимальный положительный полярный угол)
    3) i = 2;
    4) 
do
:
             (a)
for
 для каждой точки j от 1 до |P|, кроме уже попавших в выпуклую оболочку, но включая p[1]
                 p[i+1] = point_with_min_cos(p[i-1], p[i], P[j]); //точка, образующая минимальный косинус с прямой p[i-1]p[i],
             (b)i = i + 1;
       
while
 p[i] != p[1]
    5) 
return
 p;
```

## Анализ
Цикл (4) выполнится {\displaystyle h} раз, при этом цикл (a) каждый раз выполняется за {\displaystyle \Theta (n)}. Все остальные операции выполняются за {\displaystyle O(1)}. Следовательно, алгоритм работает за {\displaystyle \Theta (hn)} или {\displaystyle \Theta (n^{2})} в худшем случае, когда в выпуклую оболочку попадут все точки.